# Melanoleuca
Genre

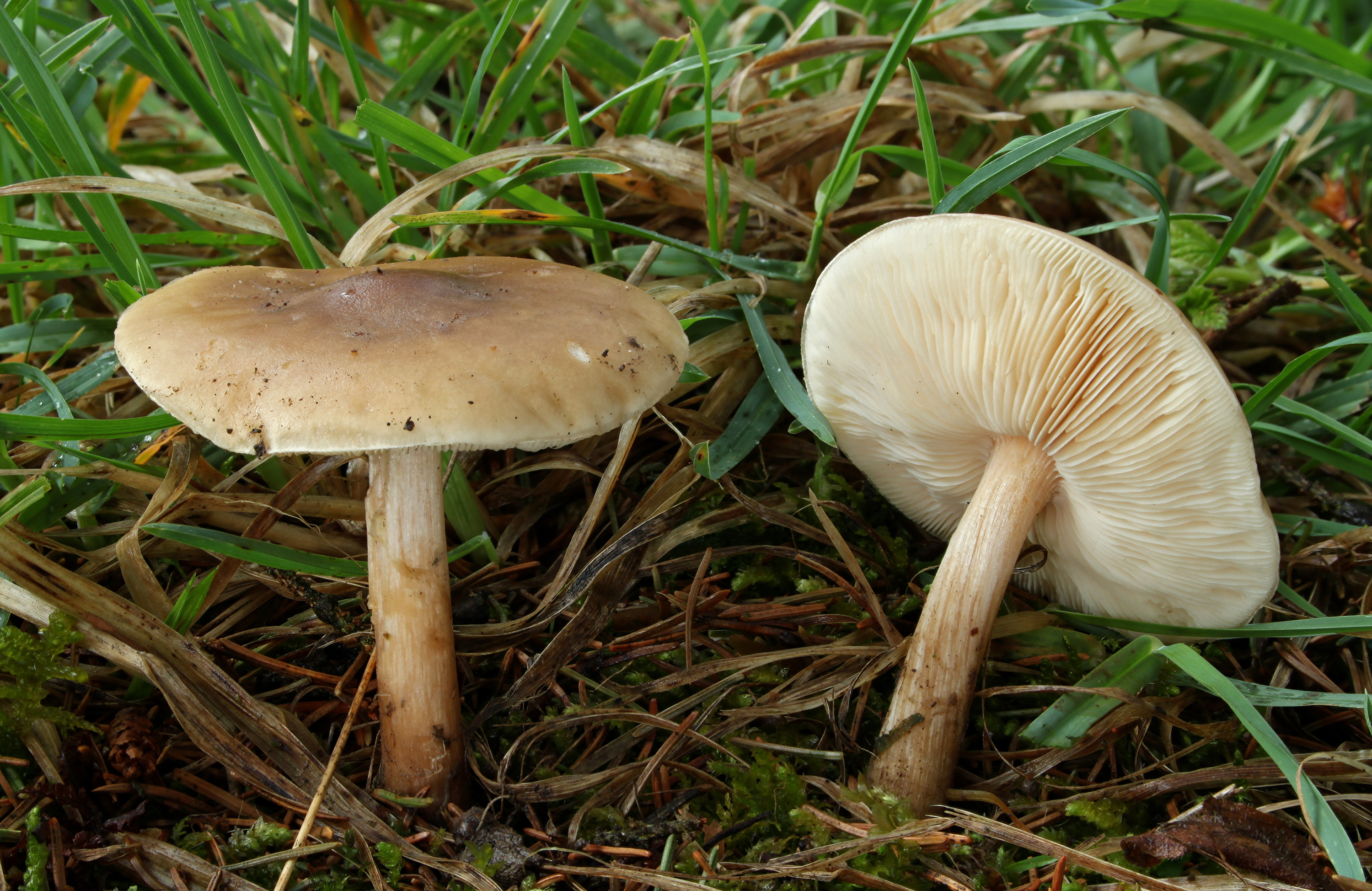
Melanoleuca cognata

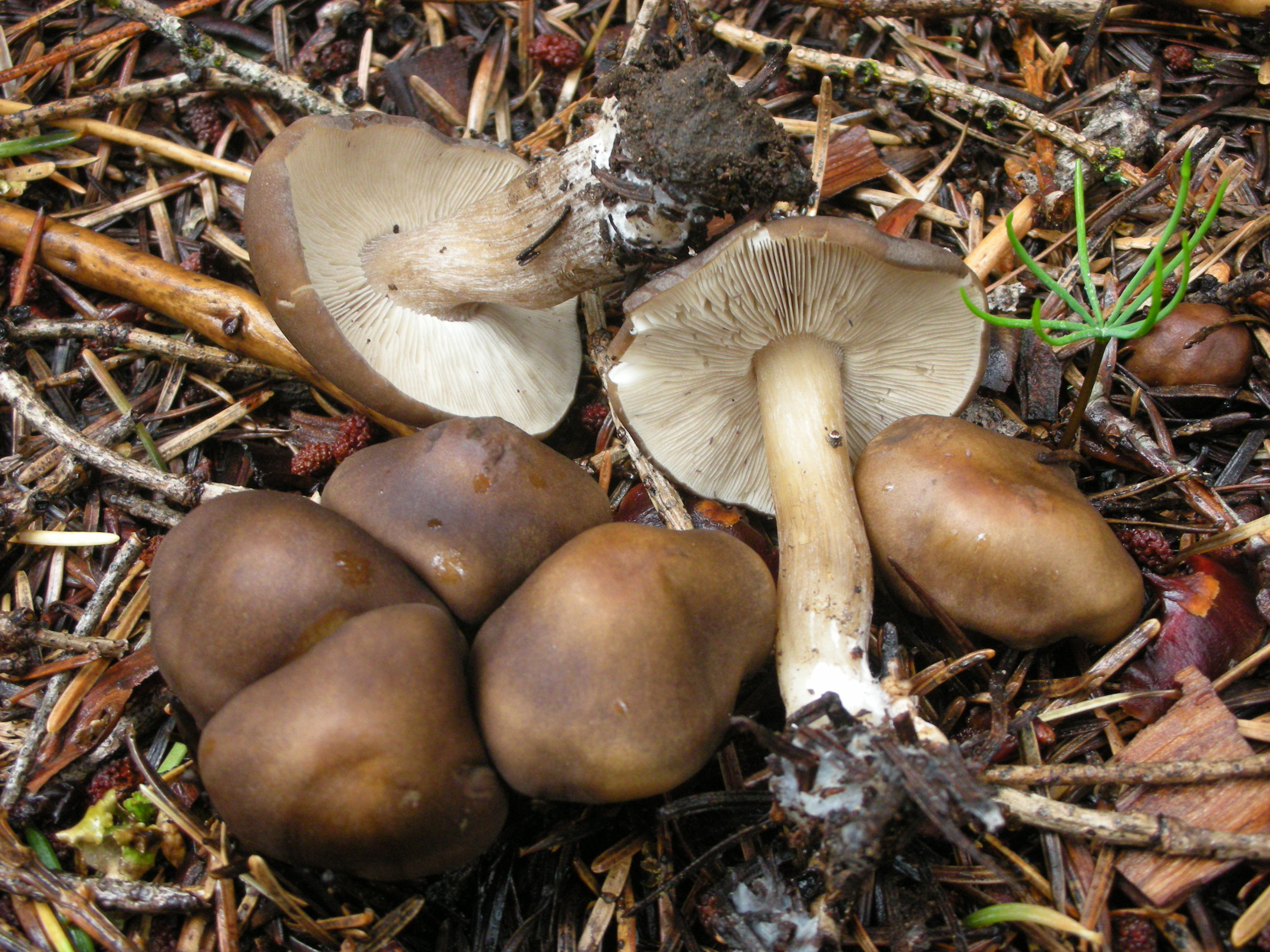
Melanoleuca angelisiana

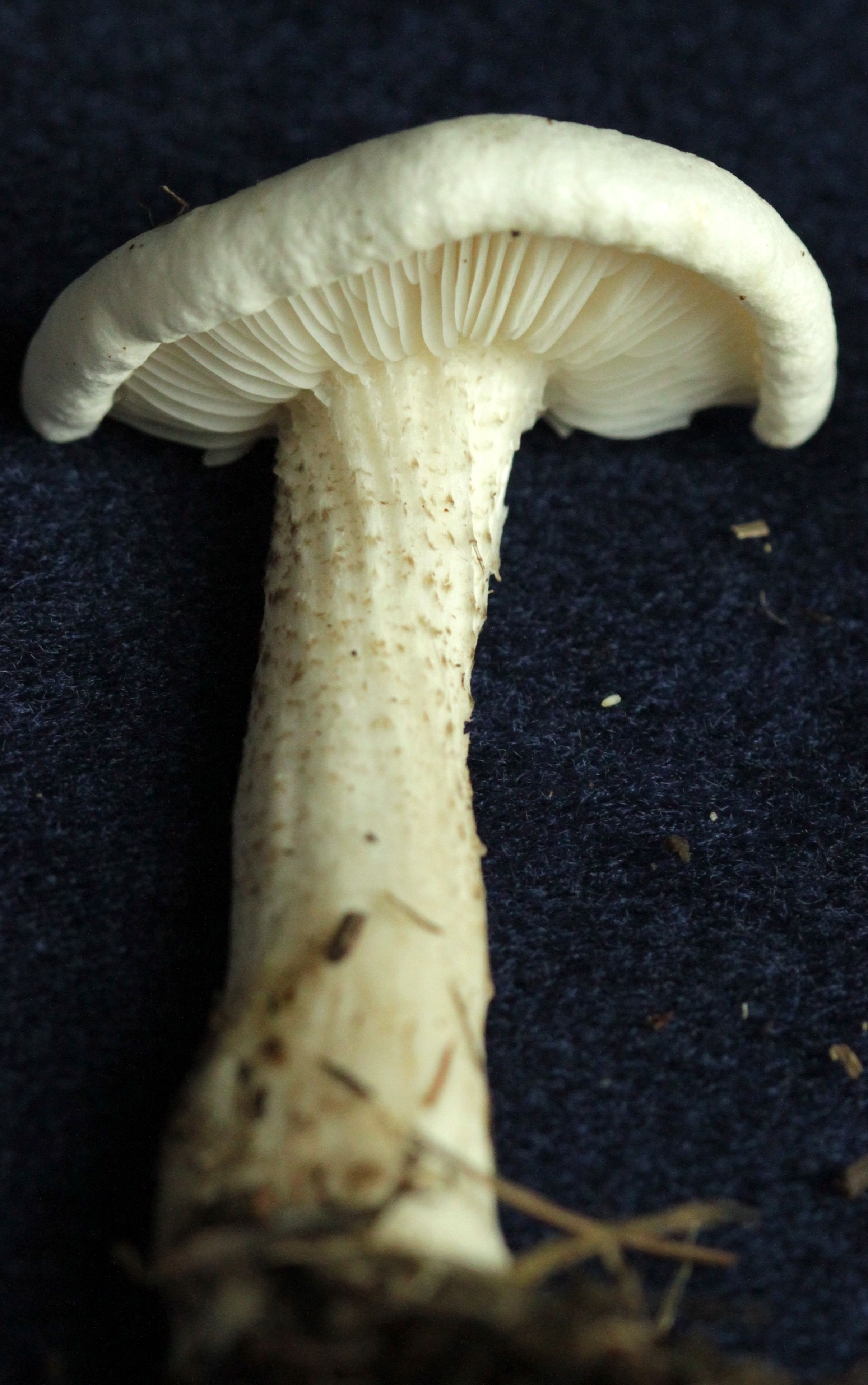
Melanoleuca verrucipes

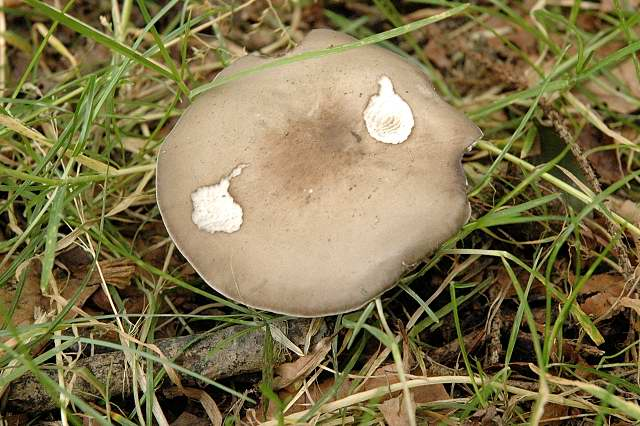
Melanoleuca polioleuca

Le genre Melanoleuca (de leur nom vulgarisé, les mélanoleuques) regroupe des champignons basidiomycètes de la famille des Pluteaceae et autrefois de la famille des Tricholomataceae. 
Le nom du genre, construit sur le grec melas, "noir" et leukos, "blanc", se réfère à la bichromie marquée de ses principales espèces.
Il s'agit de champignons à l'aspect tricholomoïde, quoique plus élancé et au chapeau large, rapidement aplati et mamelonné, les rapprochant de certaines collybies. Les lames sont généralement blanches ou claires pour un chapeau brun-gris plus foncé. Ils poussent souvent dans les prés ou les clairières. Le genre comprend une trentaine d'espèces.

## Classification phylogénétique
- Agaricales
  -  Clade II Pluteoïde
    - Limnoperdonaceae
    - Pluteaceae
      - 
        - Melanoleuca
          - Volvariella
            - Volvariella gloiocephala
              - Volvariella sp.

          - Pluteus
            - pluteus species

      - Amanitaceae

## Liste des espèces deMelanoleuca
- Melanoleuca albifolia
- Melanoleuca arcuata
- Melanoleuca atripes
- Melanoleuca brevipes
- Melanoleuca cinereifolia
- Melanoleuca cognata
  - Melanoleuca cognata var. cognata
  - Melanoleuca cognata var. nauseosa
- Melanoleuca exscissa
- Melanoleuca graminicola
- Melanoleuca grammopodia
- Melanoleuca humilis
- Melanoleuca iris
- Melanoleuca langei
- Melanoleuca melaleuca
- Melanoleuca nivea
- Melanoleuca oreina
- Melanoleuca phaeopodia
- Melanoleuca polioleuca
- Melanoleuca polito-inaequalipes
- Melanoleuca rasilis
- Melanoleuca schumacheri
- Melanoleuca strictipes
- Melanoleuca stridula
- Melanoleuca substrictipes
- Melanoleuca tabularis
- Melanoleuca turrita
- Melanoleuca verrucipes
- Melanoleuca vinosa

## Sources
- Les Champignons, Roger Phillips, éditions Solar,  (ISBN 2-263-00640-0)
- (en) Index Fungorum : Melanoleuca   (+ liste espèces) (+ MycoBank)